# UShip
Pour l’article homonyme, voir Uship Accastillage.
 (janvier 2012).
uShip Inc. est une bourse de fret en ligne. Les particuliers et les entreprises listent les objets qu'ils souhaitent expédier dans différentes catégories, tels que déménagements, véhicules, bateaux et des transporteurs placent des offres pour effectuer le transport. L'entreprise utilise un système d'évaluation pour les clients et les transporteurs, ce système d'évaluation est similaire à celui utilisé par eBay. 
Pour certaines catégories, notamment les véhicules, les bateaux, les chargements partiels et les motos, un nombre important d'évaluations de différentes sources sont présentes. Les clients peuvent réserver immédiatement les offres des transporteurs en se basant sur les évaluations précédentes où attendre d'avoir plus d'enchères.
Le site comprend un système d'enchère inversée qui permet de réduire le prix du transport en permettant aux transporteurs de trouver des chargements le long de leurs routes et de remplir leurs espaces vides.

## Historique
L'idée de uShip.com est née en 2001 à l’arrière d’un camion de location pour effectuer un déménagement. Quand Matt Chasen, PDG et fondateur de la société, déménagea de Seattle au Texas, sa mère eut beaucoup de mal à déménager une commode de l’Ohio vers le Texas. Lorsque Matt est arrivé pour prendre possession du camion de 2,75m de long qu’il avait réservé, celui-ci n'était plus disponible, l'obligeant à prendre un camion de 6m de long. Alors qu’il conduisait le camion pratiquement vide vers le Texas, il se demanda s’il n’y avait pas quelqu’un dans la même situation que lui en Ohio, avec assez de place pour ramener à la maison la commode de sa mère. 
Pendant l’année suivante, cette idée continua de trotter dans sa tête et lorsqu’il entra à l'Université du Texas à Austin, il finit par s’associer avec ses camarades de classe Jay Manickam et Mickey Millsap. Tous trois développèrent un projet d’entreprise tirant profit de tous les camions vides pour rendre le transport plus abordable.

## Partenariat
En 2009, uShip a mis en place un partenariat avec Ritchie Bros. Auctioneers le plus important commissaire-priseur d'équipement lourd.
Le partenariat avec TerraPass permet à uShip de calculer l'empreinte carbone mensuelle des transporteurs inscrits dans le programme, les transporteurs peuvent alors acheter des compensations carbones et investir dans des projets d'efficacité énergétique.
Depuis 2012, la société est en vedette dans la série TV Shipping Wars : livraison impossible sur A&E Network. Cette série met en valeur des transporteurs qui luttent pour remporter des offres de fret.

## Concurrents
- Anyvan.fr
- FretBay.com